# 2501 Lohja
2501 Lohja este un asteroid din centura principală, descoperit pe 14 aprilie 1942 de Liisi Oterma.